# Chase the Chance
Chase the Chance est une chanson de la chanteuse japonaise Namie Amuro tirée de son deuxième album studio, Sweet 19 Blues. Il est sorti en tant que deuxième single de l'album le 4 décembre 1995 via Avex Trax.
Singles de Namie Amuro
Body Feels Exit
(1995) Don't Wanna Cry
(1996)
Il a fait ses débuts au numéro un des charts Oricon, devenant ainsi le premier des cinq singles à se vendre à plus d'un million d'exemplaires. En août 2012, le single s'était vendu à 1,3 million d'exemplaires au Japon. À la fin du mois, elle ferait sa première apparition en tant qu'artiste solo sur Kōhaku Uta Gassen interprétant le single.
Une publicité télévisée en avant-première pour le single présente des extraits des vidéoclips de ses quatre singles précédents (dont trois singles sortis par Toshiba-EMI) au ralenti et en noir et blanc.
Chase the Chance était le deuxième single de Namie pour le label Avex Trax, après Body Feels Exit sorti un mois auparavant. 1995 est devenue l'année décisive pour Namie lorsqu'elle s'est séparée de son ancien groupe de filles, Super Monkey's, et a vu sa première série de singles solo atteindre le top cinq des charts Oricon. Le reste des Super Monkey's se sont regroupés sous le nom de MAX plus tôt la même année et ont continué à danser pour Namie, Chase the Chance marquant le dernier single qu'ils ont interprété avec elle. Le groupe allait connaître le succès à part entière.
Chase the Chance a été un succès fulgurant et a fait ses débuts en tant que premier palmarès. Il a dépassé d'un tiers son prédécesseur et est devenu le premier des cinq singles à dépasser un million d'exemplaires. 
Chase the Chance a été utilisée comme chanson thème de la série télévisée Nihon TV, The Chef.

## Liste des titres
Toutes les paroles sont écrites par Tetsuya Komuro & Takahiro Maeda.
| 1. | Chase the Chance (Original Mix)        | 4:25 |
| 2. | Chase the Chance (Trip Club Mix)       | 5:30 |
| 3. | Chase the Chance (G.Wright Jungle Mix) | 6:43 |
| 4. | Chase the Chance (Original Karaoke)    | 4:22 |

## Production
- Producteur = Tetsuya Komuro
- Arrangement = Tetsuya Komuro
- Mixage = Gary Thomas Wright